# 愛甲季平
愛甲 季平（あいこう きへい、生没年不詳）は、江戸時代中期の儒学者。愛甲源左衛門とも。

## 経歴・人物
室鳩巣に学び、江戸から目付役として赴き薩摩藩儒となった。宝暦年間に幕命により薩摩藩が行った治水工事である宝暦治水の役人にも名を連ねた。